# Vsevolod Bagritski
Pour les articles homonymes, voir Bagritski.
Vsevolod Edouardovitch Bagritski (en russe : Всеволод Эдуардович Багрицкий) est un poète et dramaturge soviétique né en 1922 à Odessa, (Ukraine), et mort le 26 février 1942 à Doubovik RSFSR (URSS).

## Biographie
Fils d'Edouard Bagritski et Lydia Souok, sa famille quitta Odessa en 1926 pour aller habiter à Moscou (district de Kountsevo). Sa mère est déportée dans l'oblys de Karaganda en 1937, lors des Grandes Purges, et ne rentrera qu'en 1956. Après ses études secondaires pendant lesquelles il commença à écrire des poèmes qui furent recopiés dans un journal d'école, il entra à l'école d'Art dramatique dirigée par Alekseï Arbouzov et Valentine Ploutchek. Là, de 1939 à 1940, tout en poursuivant ses études, il écrivit pour le journal Pionerskaïa Pravda et deux pièces de théâtre: Le deuil avec Alexandre Galitch et Issaï Kouznetsov et Ville au crépuscule. En été 1941, alors que les troupes allemandes envahissaient l'URSS, il commença ses études à la faculté de lettres et fut alors admis, malgré sa jeunesse, à l'Union des écrivains soviétiques. En outre, il travailla à la Literatournaïa gazeta qui publia ses vers.
Réformé pour myopie, il fut évacué dans la ville de Tchistopol où il collabora à la fin de 1941 comme rédacteur en chef volontaire du journal de la 2e armée Otvaga [Le Courage]. Envoyé au front, le jeune poète fut tué par une balle ennemie, dans le village de Doubovik, raïon de Tosno, oblast de Léningrad. Malgré une vie très courte, il s'est marié en automne 1940, mais au bout d'un mois sa femme et lui rompirent leur union. Plus tard Elena Bonner, une amie d'enfance qui devint l'épouse puis la veuve d'Andreï Sakharov, mit à la disposition du public un livre, des journaux intimes, des lettres et des poèmes de Vsevolod qui furent publiés en 1964.
Vsevolod Bagritski est enterré au cimetière de Novodevitchi à Moscou.

## Œuvres
- 1938
  - poèmes : Au-dessus de la plaine lointaine... - L'Invité
- 1941
  - poème : Ça me dégoûte de vivre sans jamais quitter mes habits un poème du recueil Tchistopol traduit par Elsa Triolet - Odessa, cité minière
- Date non trouvée
- Pièces de théâtre : Le Deuil - Ville au crépuscule